# Misión geodésica francesa

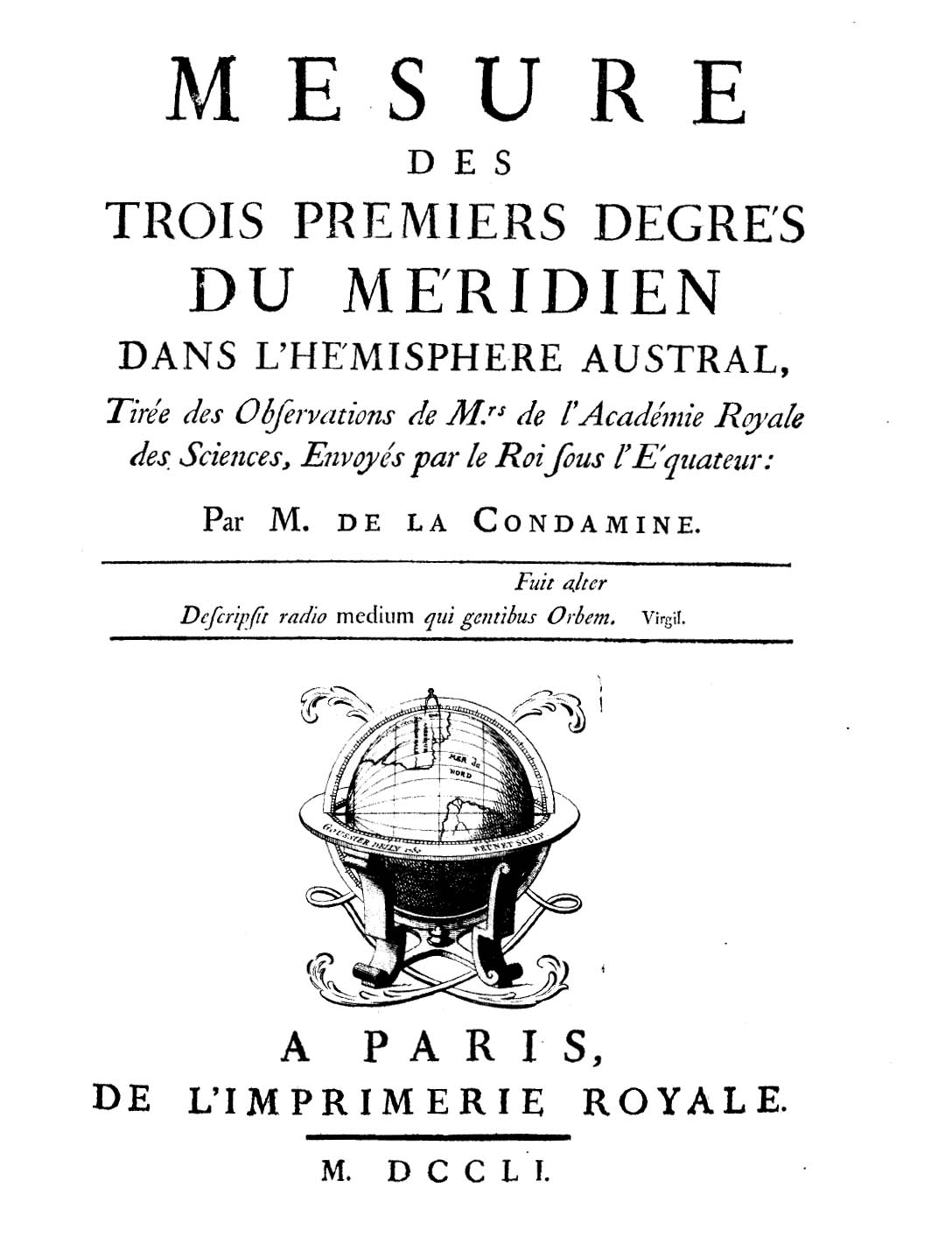
Medición de los tres primeros grados del meridiano del hemisferio austral publicado en 1751 por Charles Marie de la Condamine

La misión geodésica francesa  (también llamada Misión Geodésica al Ecuador y Misión Geodésica Hispano-Francesa) a la Real Audiencia de Quito fue una expedición científica llevada a cabo en los actuales territorios de Ecuador para medir la distancia equivalente a tres grados del meridiano del hemisferio sur. Fue una de las primeras expediciones científicas modernas de ámbito internacional. El propósito fundamental era comprobar la forma de la Tierra.

## Antecedentes
A partir de 1732 los investigadores en los círculos científicos europeos mantenían muchas controversias relacionadas con la forma de la Tierra. Las tendencias estaban basadas en las teorías de Newton (que proponía una forma achatada en los polos) y las teorías de Cassini y Descartes, sustentadas en mediciones gravimétricas y físicas. Para zanjar estas cuestiones la Academia Francesa pidió apoyo y financiación al rey de Francia Luis XV para montar dos expediciones que medirían la longitud de un grado del meridiano terrestre en las regiones árticas (encabezada por Pierre Maupertuis y con la participación del físico sueco Anders Celsius) y en la zona ecuatorial (encabezada por La Condamine y con la participación de los españoles Jorge Juan y Antonio de Ulloa).

## Desarrollo

### Integrantes de la misión

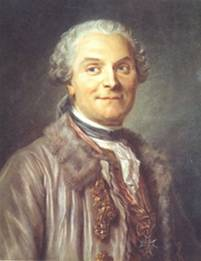
La Condamine
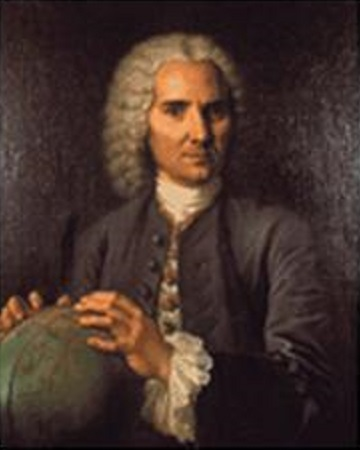
Luis Godin
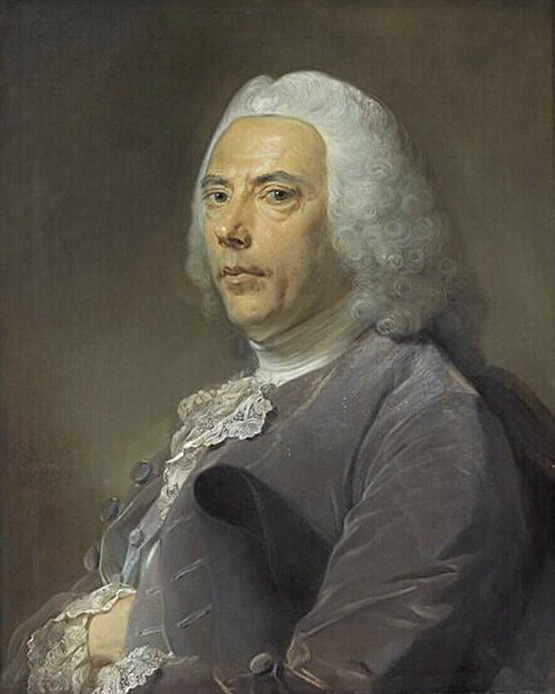
Pierre Bouguer
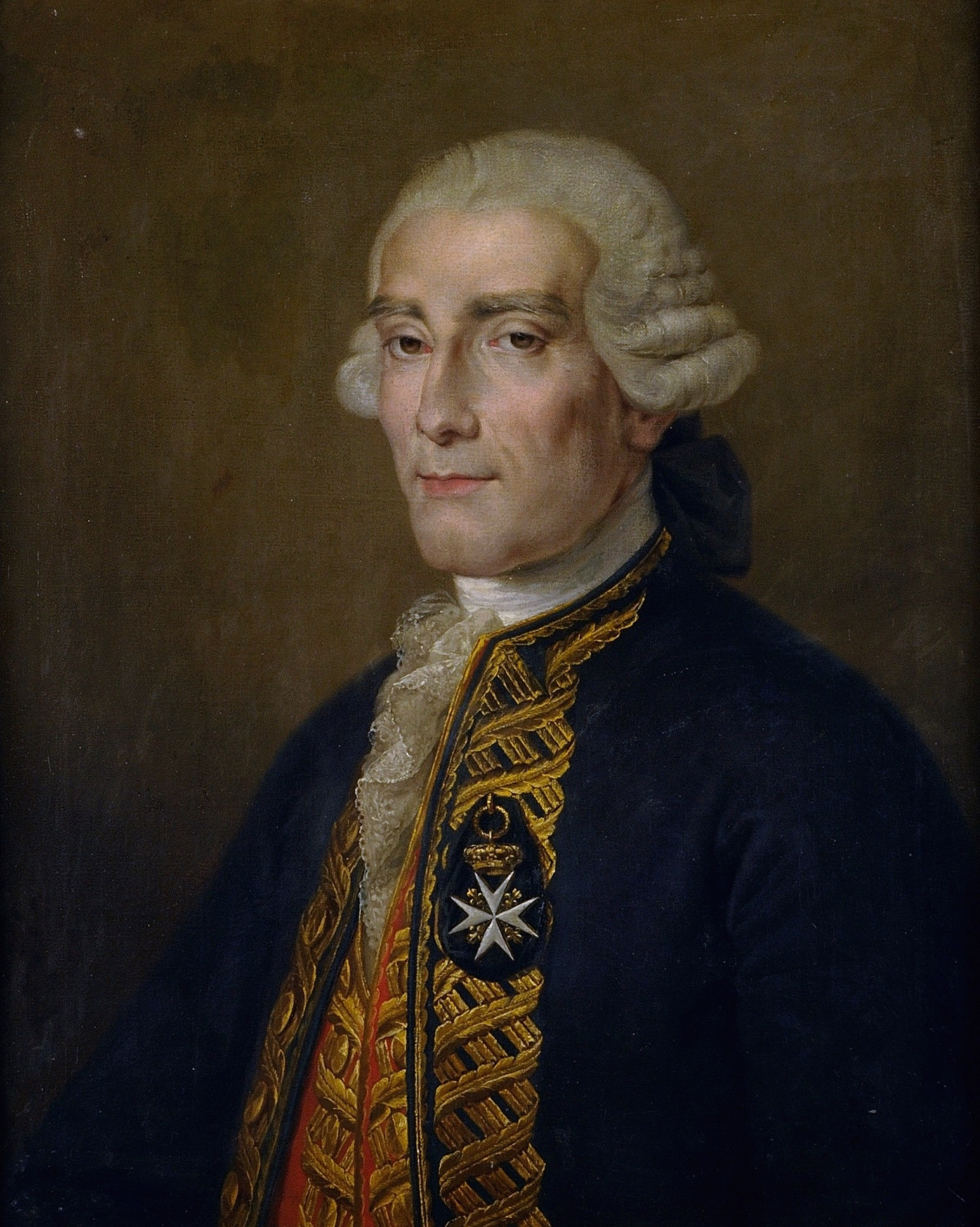
Jorge Juan
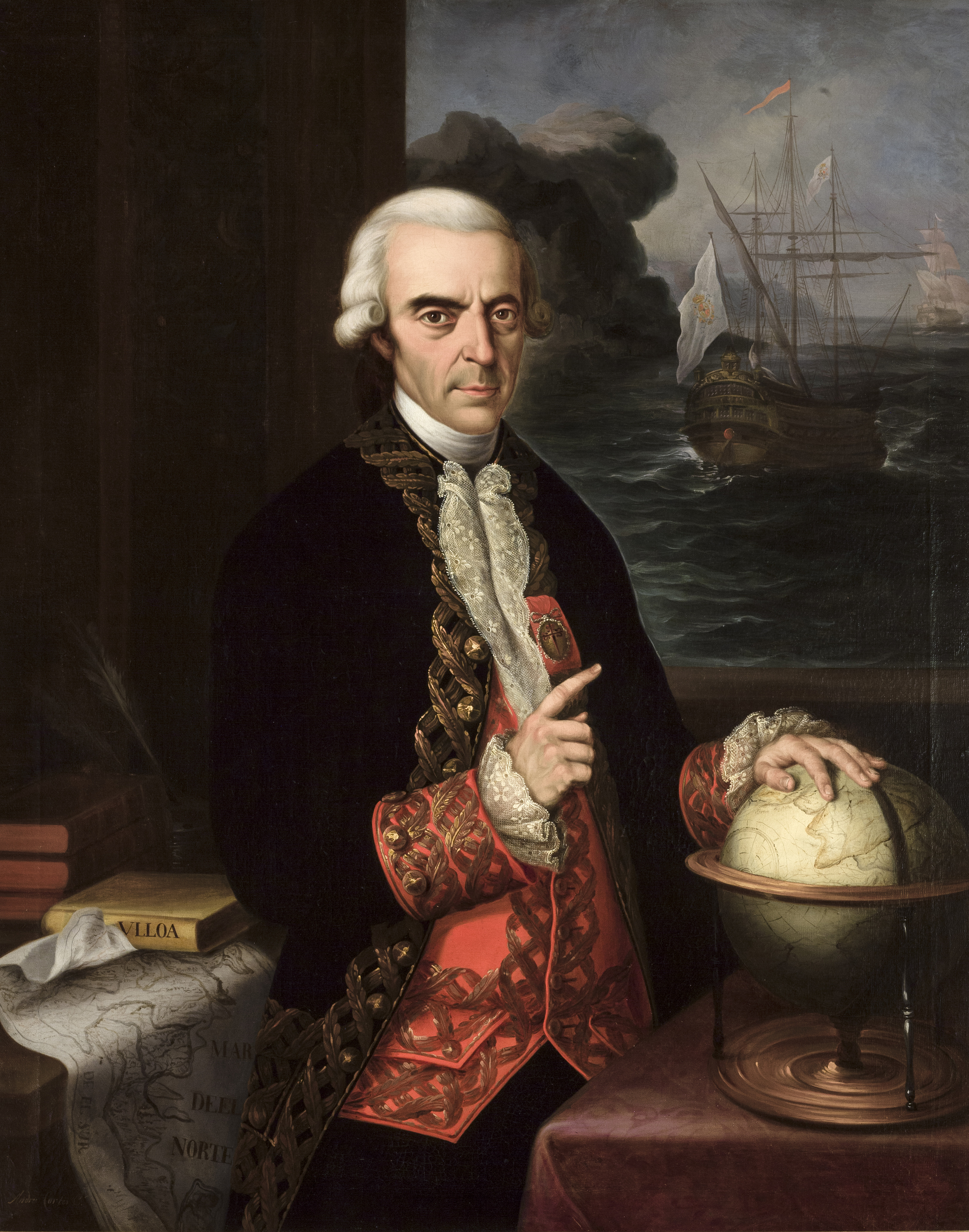
Antonio de Ulloa

Estuvo conformada por un grupo de científicos enviados por el rey de Francia Luis XV a los territorios de la monarquía española, con el permiso y aprobación del rey Felipe V. Sus integrantes fueron miembros de la Academia de Ciencias de Francia. Debían completar los datos necesarios para medir la verdadera forma de la Tierra a través de la estimación de un arco del meridiano terrestre. 
Los integrantes de Francia:
- Charles Marie de La Condamine: astrónomo, aportó con recursos para la expedición.
- Louis Godin: científico, astrónomo e investigador principal.
- Pierre Bouguer: astrónomo.
- Joseph de Jussieu: botánico.
- Jeann Seniergues: médico.

Los integrantes de España eran dos jóvenes guardias marinas de la Academia de Guardias Marinas de Cádiz, ascendidos a tenientes de navío para la misión:
- Jorge Juan y Santacilia: matemático.
- Antonio de Ulloa: astrónomo y naturalista.

Los colaboradores en América:
- Pedro Vicente Maldonado: geógrafo, topógrafo y naturalista.
- Juan Magnin: cartógrafo, etnógrafo, misionero.

### Inicio de la expedición

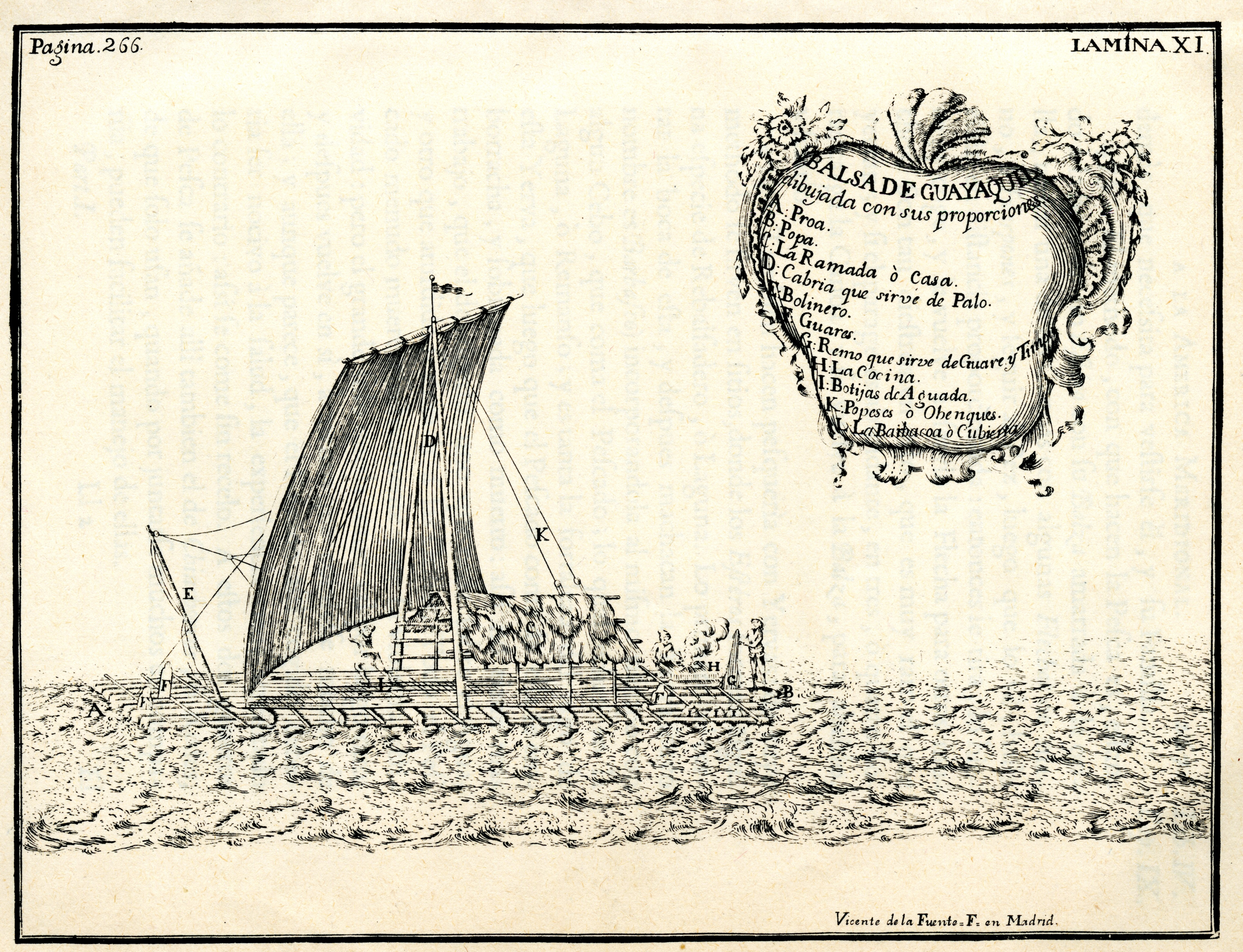
Balsa de Guayaquil, ilustración realizada por Jorge Juan y Antonio de Ulloa.

Además de la expedición hacia la Real Audiencia de Quito, hubo otra que partió hacia Suecia, a Laponia. Con el fin de garantizar la seguridad y que se cumplieran las condiciones con las que se había expedido el permiso a los científicos de entrar en la monarquía española, fueron acompañados por dos marinos españoles: Antonio de Ulloa, de Sevilla (quien descubrió el platino durante la expedición), y Jorge Juan y Santacilia, de Alicante. Para la misión se les asignó el rango de teniente de navío. Llegaron primero los dos españoles y en noviembre de 1735 el grupo de franceses. Los instrumentos con los que habían llegado eran delicados y avanzados para la época, e incluían brújulas de declinación e inclinación, un reloj de péndulo de segundos, un telescopio grande y largavistas. Para llegar La Condamine, Seniergues y Bourger se separaron del grupo e ingresaron por la región del norte, en Esmeraldas, siguiendo el camino que había estado haciendo Pedro Vicente Maldonado. La región de Esmeraldas, si bien era más cercana a Quito y rica en recursos, también era peligrosa y había un gran tráfico de esclavos. Es ahí donde fue asesinado el cirujano de la misión. En cambio Godin, Jorge Juan y Antonio de Ulloa ingresarían por el puerto de Guayaquil, donde registrarían todo lo que encontraban y publicarían posteriormente en la Relación histórica del viaje hecho de orden de su Majestad a la América Meridional.

### Mediciones y metodología

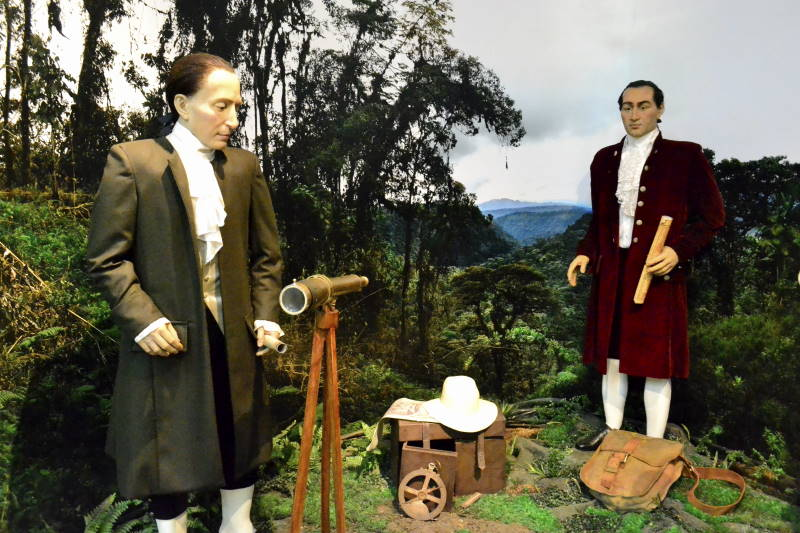
Caballeros del punto fijo, en el Museo de Cera

Para hacer las mediciones se debía tomar en cuenta la división del limbo que se formaba en el instrumento cuando caía la plomada que definía la vertical. Para ello se necesita que todas las marcas que se generan tengan el mismo grosor y tengan igual distancia; a mayor cantidad de marcas, mejores las aproximaciones. Los instrumentos dependían del uso de las manos y ojos para ser calibrados, razón por la cual eran susceptibles de posibles errores que se podían dar no solo al medir la tierra sino al coordinar los resultados entre los distintos instrumentos. 
La longitud del arco de un meridiano se mide empezando por el arco. Para ello se hacen observaciones astronómicas con el fin de estimar su longitud en la parte norte y sur de ese ángulo. En donde se encuentren los extremos se colocarán hitos o vértices geodésicos. Para ello los científicos de la misión construyeron picos de forma piramidal de cuatro metros aproximadamente, situados en los extremos más altos de cada cima de las montañas. Después medían la distancia entre cada lado con la ayuda de varas de medir longitudes diseñadas por ellos que tenían una distancia de 2 km. También una con el desfilaero de 15 km aproximadamente. Al tomar las medidas desarrollaron una red a lo largo de todo el valle para 15 cumbres que tenían alturas entre 2500 y 4800 metros sobre el nivel del mar.

Carta de la meridiana por Jorge Juan y Antonio de Ulloa, donde se puede ver las triangulaciones entre las montañas de los andes ecuatoriales.

### Logística

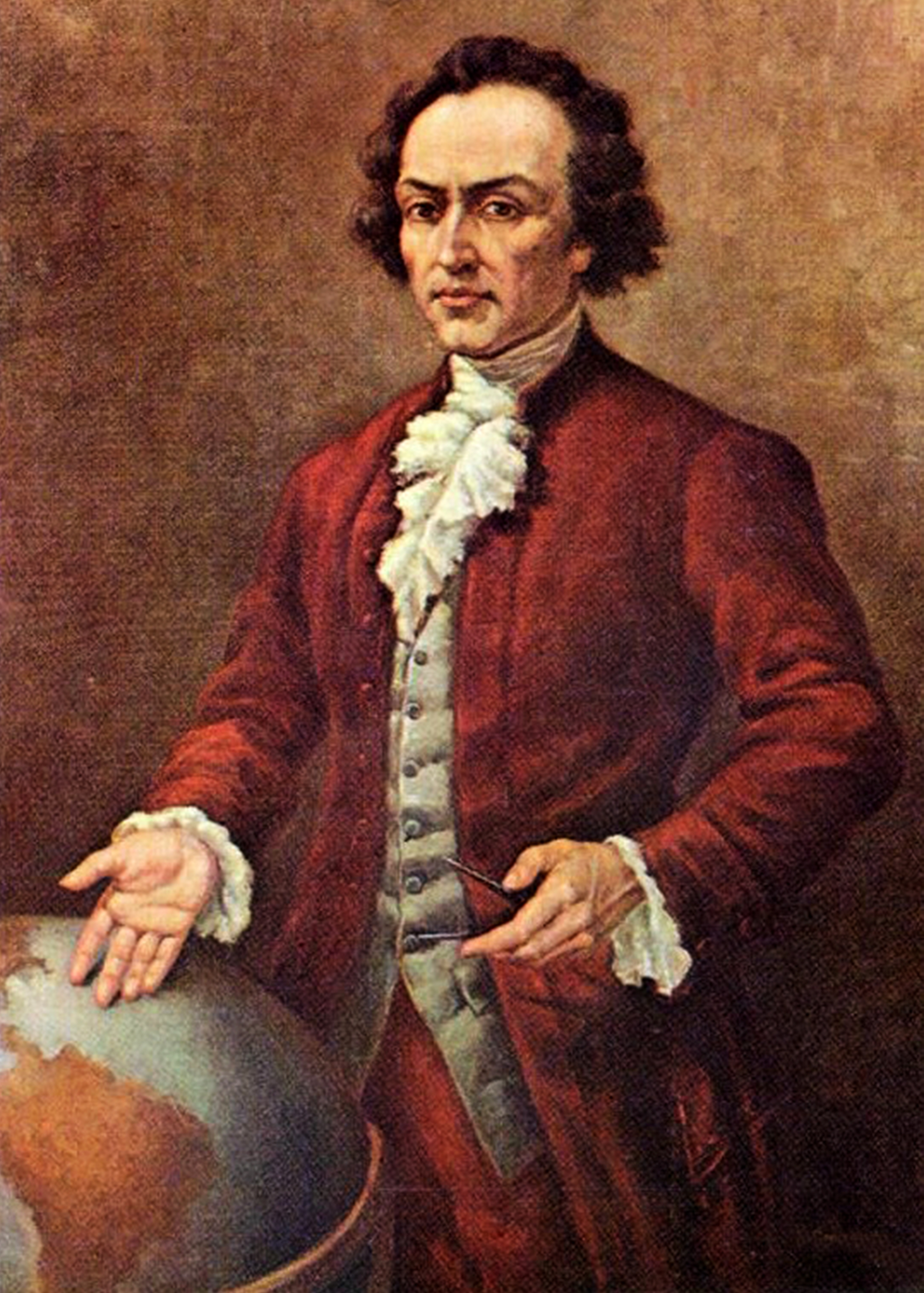
Maldonado

En el aspecto económico, la misión científica tuvo algunas dificultades, sobre todo de liquidez puesto que el dinero tardaba en llegar de Europa, por lo que se apoyaron en las amistades entabladas en América, especialmente con la familia Maldonado en Riobamba. Esta ciudad se encontraba entre Cuenca y Quito, por lo que resultaba bastante conveniente geográficamente para descansar durante las investigaciones.
En la parte científica, en cambio, la misión dependía de una logística importante para poder construir los pequeños observatorios portátiles en cada montaña donde se debían situar los instrumentos y hacer las mediciones. Se ayudaron con indígenas y mulas para poder subir a cada montaña con el material científico. Para poder medir debían identificar las estrellas con los telescopios y asegurarse de que el arco de medida estuviera orientado con el meridiano. Está por demás decir que era necesario contar con un clima favorable y despejado para observar el cielo y además condiciones clementes para medir desde la tierra. Muchas veces era necesario que uno de los miembros del equipo permaneciera horas o incluso días inmóvil al pie de su toesa en la cumbre de una montaña. Mientras tanto, desde otro observatorio en una cumbre distinta triangulaba las curvas de la tierra y los decimales del sol. Las personas en la Real Audiencia de Quito les apodaron los “Caballeros del Punto Fijo” por esta razón. 

### Contraste con la medición del paralelo
El mismo año 1744 en que Bouguer presentó los resultados del arco, se presentó también a la Academia de Ciencias un "Nuevo mapa que comprende los principales triángulos que sirven de base a la descripción geométrica de Francia, levantado por orden del Rey, por Maraldi y Cassini de Thury de la Real Academia de Ciencias", en el que figuraban las "principales ciudades" y los "lugares más notables cuya situación es más importante conocer". Las latitudes y longitudes habían sido comunicadas al Observatorio de París, y los cálculos se habían realizado en la esfera de Picard. El nuevo meridiano de La Caille y Cassini de Thury era la columna vertebral de ésta, que se apoyaba en las seis bases siguientes, de norte a sur: Dunkerque, Villers-Bretonneux, Juvisy-sur-Orge, Bourges, Rodez y Perpiñán. Las mediciones del paralelo Brest-París-Estrasburgo se habían realizado utilizando el "método de la señal de fuego" para sincronizar los relojes. Este método fue desarrollado por La Caille en 1738. Consistía en encender una pequeña cantidad de pólvora negra en una señal situada a medio camino entre las dos estaciones cuya diferencia de longitud se quería determinar. En el momento en que se observaba el resplandor de la pólvora, se leía la hora en los relojes locales de las dos estaciones. Los resultados del meridiano y del paralelo confirmaron la hipótesis de una Tierra achatada.

### Definición geodésica del metro
Además, esto permitió determinar la verdadera longitud del metro, ya que esta representa la diezmillonésima parte del cuadrante del meridiano terrestre. Esto fue importante para la construcción del sistema métrico decimal. Esto sería propuesto por La Condamine: 
Utilizar la longitud de un péndulo de segundos en el ecuador, a la altitud de Quito como 'medida natural' [...] definida por la atracción gravitatoria de la Tierra, en lugar de una medida arbitraria como el pie de un rey, lo que proporcionaría un instrumento estandarizado para uso de todas las naciones. 
De esta forma se anticiparían a lo que medio siglo más tarde inspiraría a los científicos franceses para inventar el metro que se definiría en 1792 como la diezmillonésima parte de la distancia que separa el polo de la línea del ecuador terrestre, a través de la superficie terrestre. Esta sería creada por la Academia de Ciencias de Francia, y sería la definición compartida hasta su sustitución por la nueva definición que la determina como la distancia que recorre la luz en el vacío en un intervalo de 1/299792458 s.

### Exploración del Amazonas

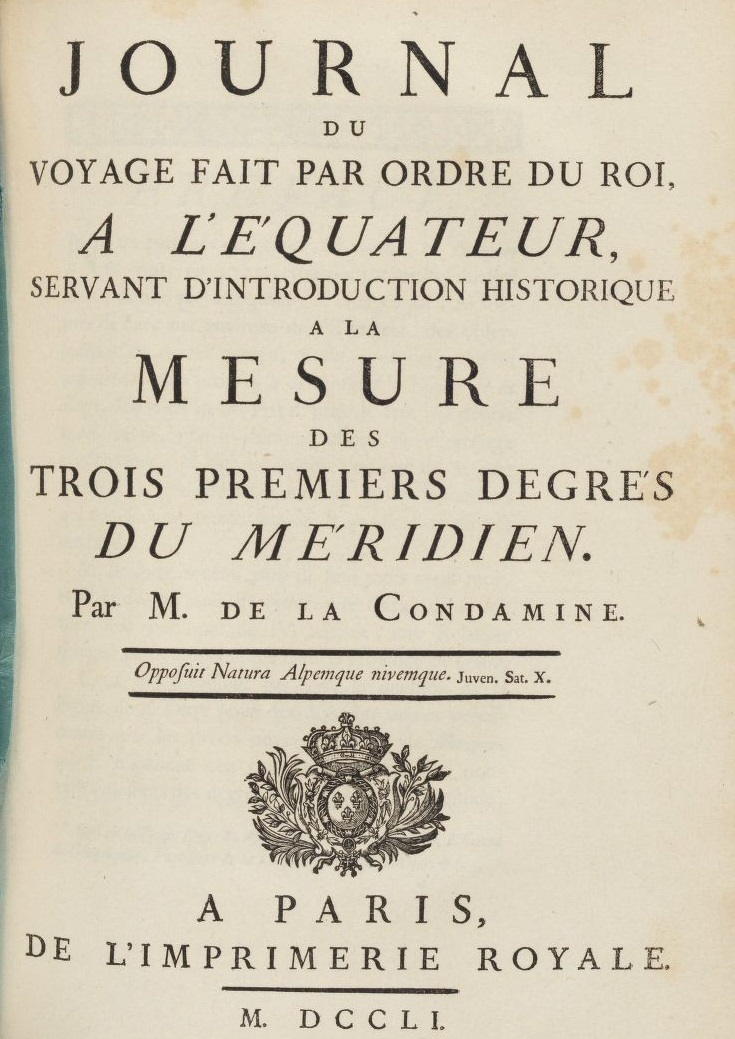
Diario del viaje, realizado por orden del rey, al Ecuador. Publicado por La Condamine en París, 1751

En la parte final de la misión cada científico regresaría de manera separada, en general saliendo desde la costa de Ecuador. Sin embargo, La Condamine decidiría atravesar el continente hasta el Atlántico. Saldría pues de la ciudad de Cuenca el 11 de mayo de 1743 en un viaje que se prolongaría hasta el 26 de febrero de 1744. La Condamine, con sus observaciones, construiría su mapa sobre la región, basándose principalmente en el mapa del jesuita Samuel Fritz. Después de la muerte de Fritz se descubriría la conexión del río Amazonas con la cuenca del Orinoco, lo que añadiría La Condamine a su mapa de América Meridional. Sin embargo esto lo pondría en contacto con científicos jesuitas de las misiones de Maynas, como Juan Magnin. Además describiría el árbol de la quina, del que se extrae la quinina, y sería objeto de estudio por muchos años incluso en las expediciones científicas del siglo XX.  Describiría además el árbol del caucho y el uso del curare, veneno utilizado por los amerindios para sus flechas. También explicaría la marejada que se da en la desembocadura del Amazonas, popularmente denominado como la "pororoca". A su llegada a Cayena colaboraría con el médico Jacques-François Artur y el ingeniero del rey François Fresneau de La Gataudière en sus investigaciones. Regresaría finalmente a París en febrero de 1745, con más de doscientos objetos de historia natural que ofreció a Buffon. Observó muchos animales desconocidos como el colibrí, el cóndor, el manatí, el jaguar y el tapir.

### Publicación de los mapas de la zona

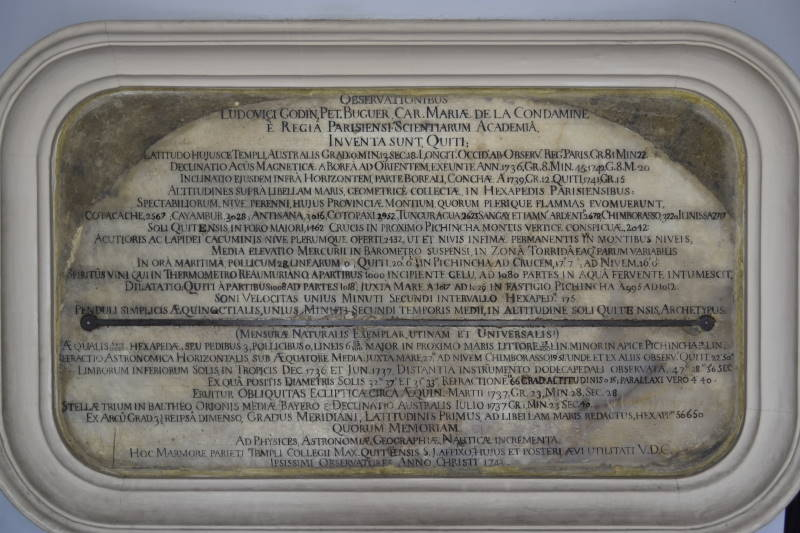
Placa conmemorativa de la misión

Fue importante también la colaboración con los misioneros jesuitas de Maynas, donde se publicarían los primeros mapas de la región. Sería pues con esta misión que gracias a la colaboración de los científicos franceses y españoles se darían a conocer en Europa los mapas de los jesuitas Samuel Fritz y Juan Magnin, así como también del científico Pedro Vicente Maldonado. El primero sería a partir del dibujo del primer mapa del río Amazonas por el misionero Fritz, que se enfocaría en su trabajo en la reducción de Omaguas, pero también en sus viajes a lo largo del río lograría mapear su curso y sus vertientes hasta la desembocadura en el Atlántico. Este mapa, inicialmente publicado en Quito, sería usado por La Condamine para su exploración del Amazonas y lo incluiría dentro de su Relation abrégée d'un voyage. El segundo, Magnin, mapearía las misiones jesuíticas en la Amazonía que salían desde las ciudades de Quito, Cuenca y Loja. Tenían como base principal la reducción de Borja y se desarrollaron en sus alrededores. El tercero sería el realizado por Pedro Vicente Maldonado, que se basaría en estos trabajos de los misioneros así como en la Misión Geodésica. En la descripción se lee que fue hecha "sobre las observaciones astronómicas y geográficas de los Académicos Reales de las Ciencias de Paris y de las Guardias Marinas de Cádiz y también de los misioneros de Maynas". La influencia de esta misión científica en la elaboración de los mapas de la región no solo estuvo en las observaciones astronómicas iniciales sino también en la publicación posterior que se haría junto a los mapas que se hicieron desde la Misión, así como el elaborado por La Condamine de América Meridional. En estos cuatro mapas, publicados en las décadas de 1740 y 1750, se muestran las costas de Ecuador teniendo como principal accidente geográfico al golfo de Guayaquil, describen los Andes ecuatoriales (en el de Maldonado se muestran las triangulaciones hechas para la medición), mapean la Amazonía con sus ríos, sus misiones religiosas (en especial el de Magnin), y el río Amazonas atravesado por la línea ecuatorial.

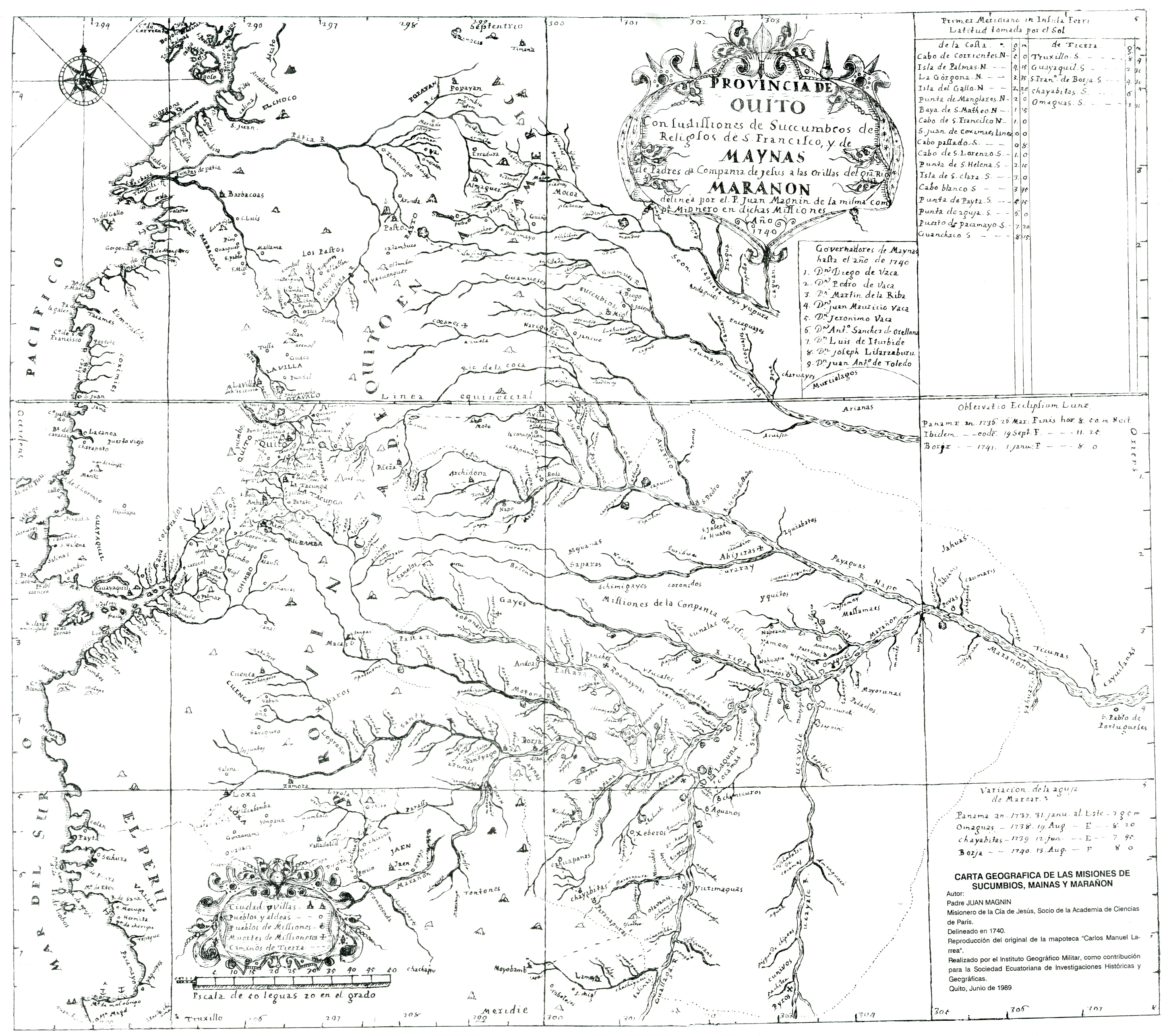
Mapa de la Provincia de Quito por Juan Magnin, 1740.
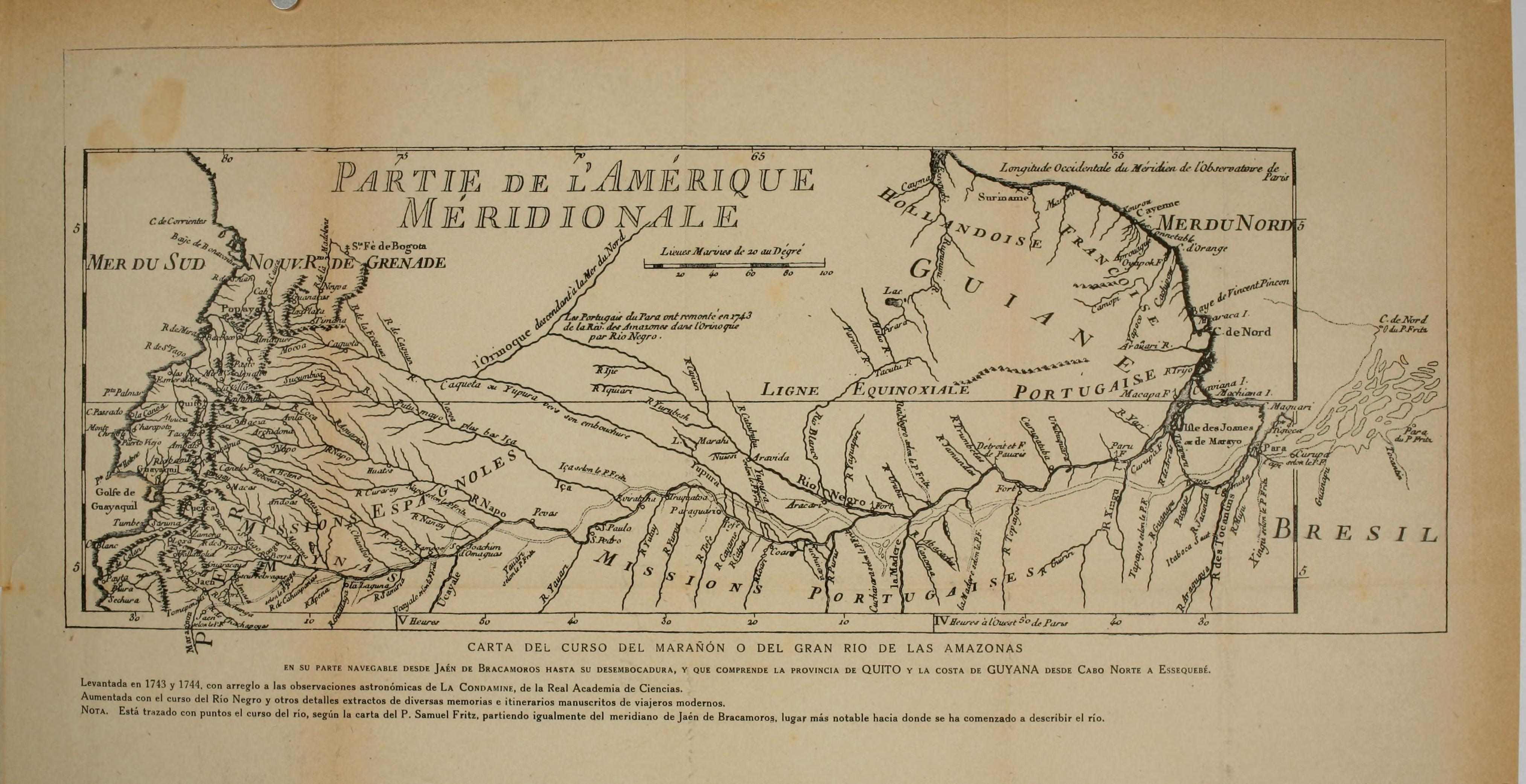
Mapa parcial de la América Meridional por La Condamine, 1744.
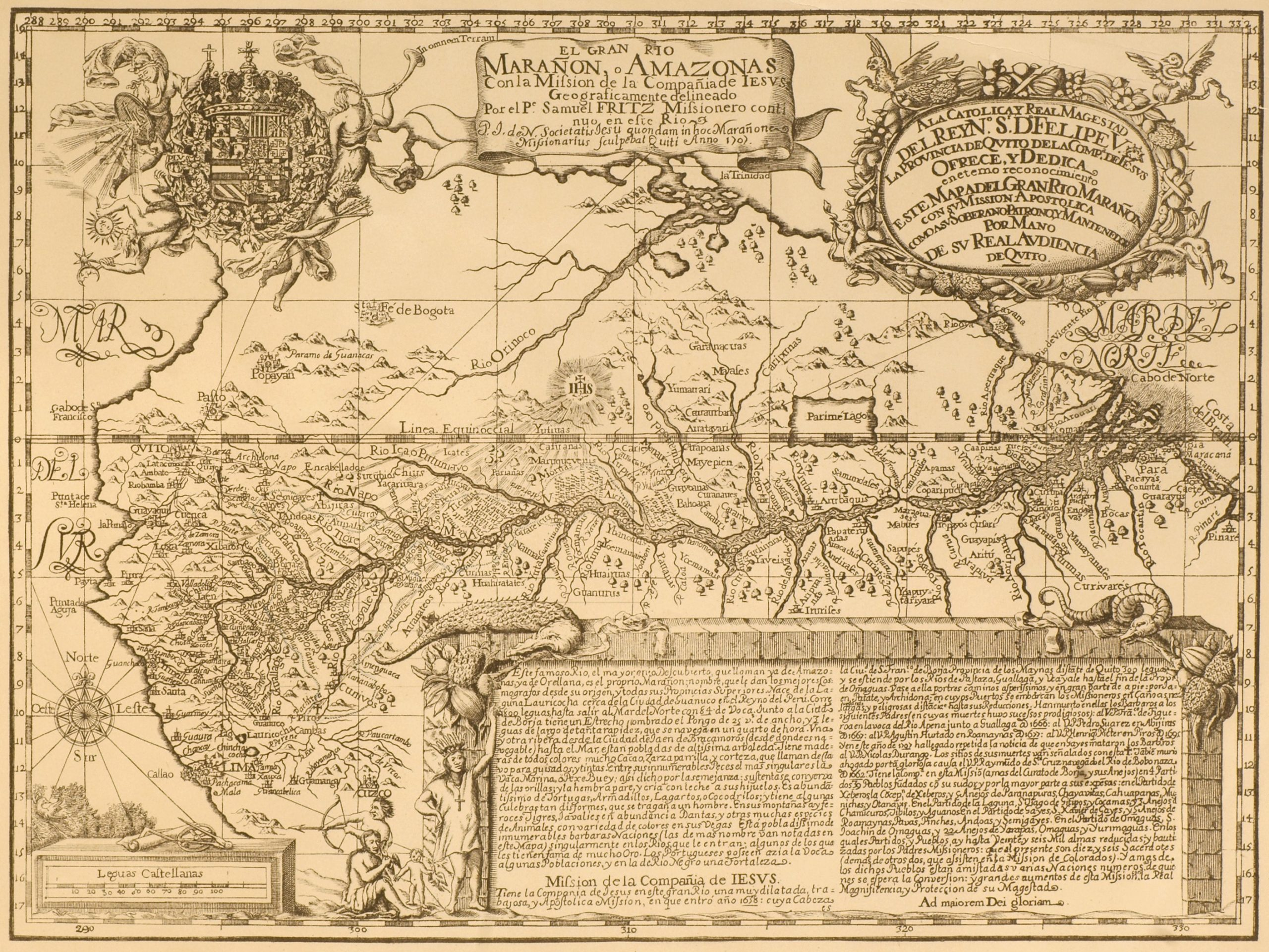
Mapa del Río Amazonas por Samuel Fritz, 1707. Incluido en la Relation abrégée d'un voyage de La Condamine en 1745.
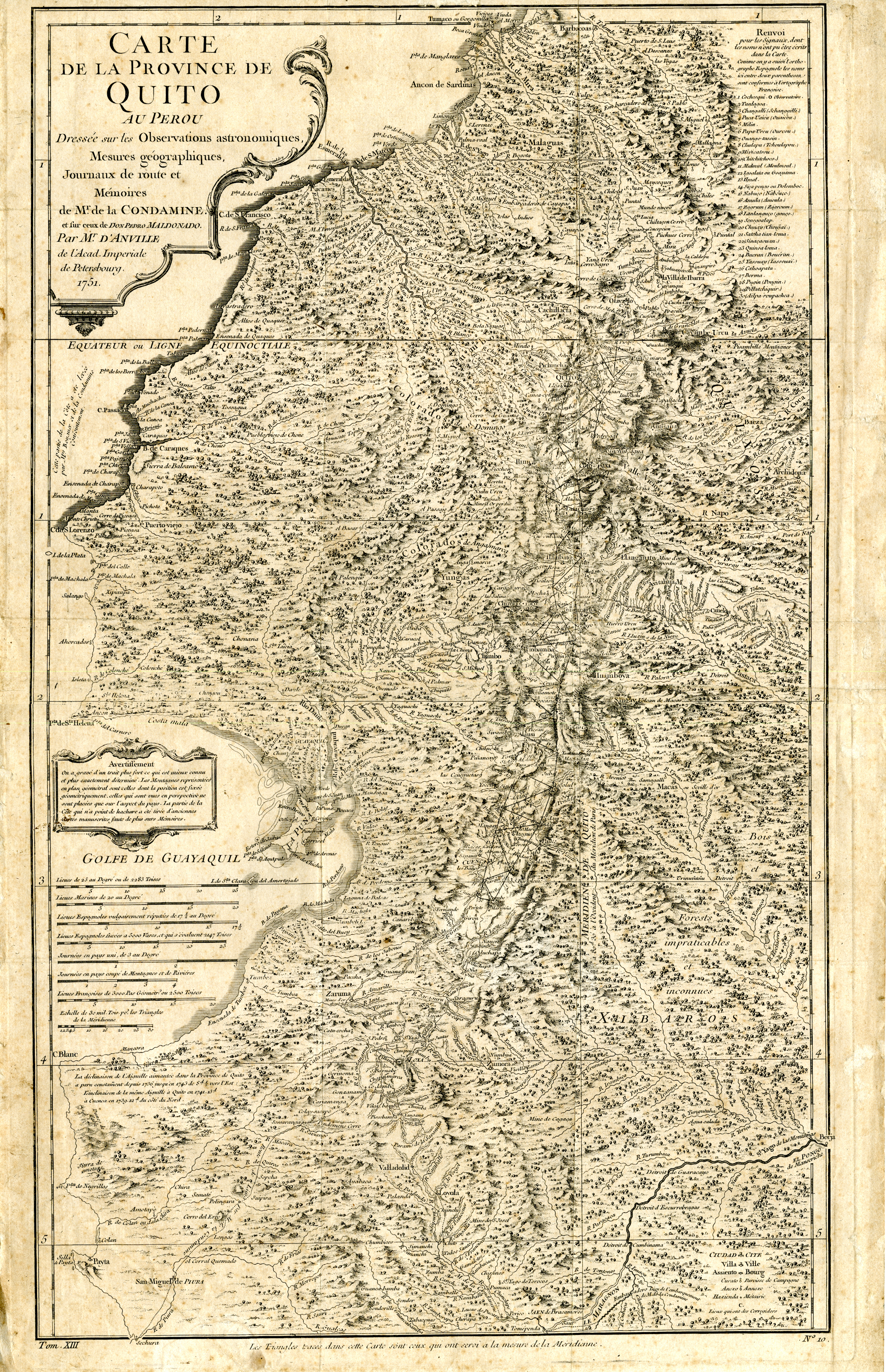
Costa Occidental de la Provincia de Quito por Pedro Vicente Maldonado, 1751.

## Publicaciones relacionadas

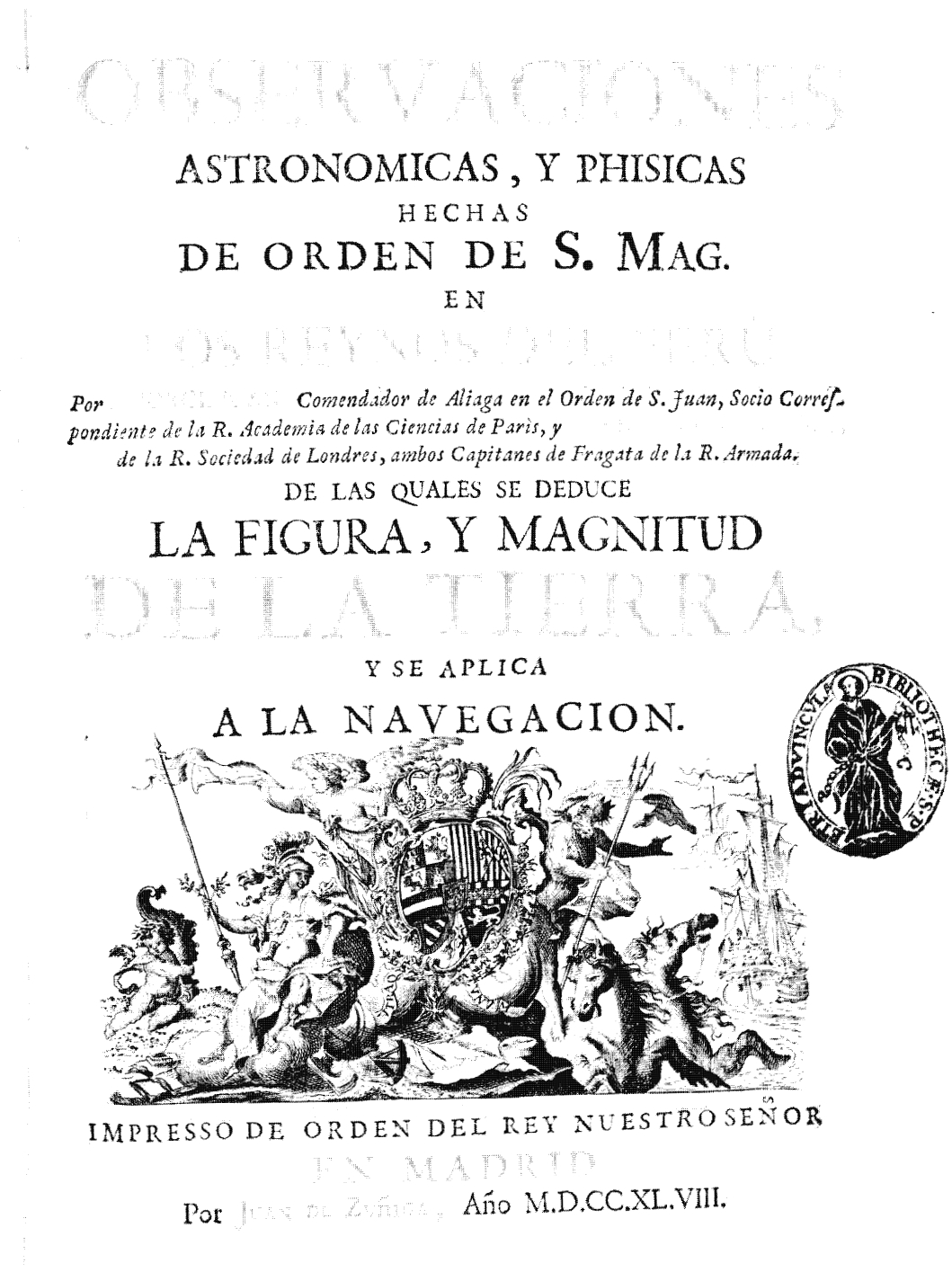
Observaciones astronomicas y phisicas, 1748, de Antonio de Ulloa y Jorge Juan.

### Durante la misión científica
- Antonio de Ulloa:
  - Tratado físico e historia de la aurora boreal (1752)
  - Observación en el mar de un eclipse de sol (1778)
- Antonio de Ulloa y Jorge Juan:
  - Plan del camino de Quito al río Esmeraldas, según las observaciones astronómicas de Jorge Juan y Antonio de Ulloa (1736–1742)
  - Observaciones astronómicas y físicas hechas en los Reinos del Perú (Madrid, 1748)
  - Relación histórica del viaje hecho de orden de su Majestad a la América Meridional (Madrid, 1748)
  - Disertación Histórica y Geográfica sobre el Meridiano de Demarcación entre los dominios de España y Portugal (1749)

- (en francés) La Figure de la Terre, Pierre-Louis Moreau de Maupertuis, 1738.[6]
- (en francés) La Figure de la Terre, Pierre Bouguer, 1749.[7]
- (en francés) Journal du voyage, La Condamine, 1751.
- (en francés) Florence Trystram
  - Le Procès des étoiles, 1735–1771 ASIN: B0000DTZN6.
  - Le Procès des étoiles ASIN: B0014LXB6O.
  - Le Procès des étoiles 1735–1771 ISBN 978-2-232-11862-3.
  - Le Procès des étoiles, 1735–1771 ISBN 978-2-232-10176-2.

### Conmemoraciones de la misión
- (en francés) Arkan Simaan La science au péril de sa vie. Les aventuriers de la mesure du monde, coedición Vuibert y Adapt Éditions, 2001. « Premio Especial del libro de astronomía » en 2002.
- The Mapmakers' Wife, Robert Whitaker ISBN 0-385-33720-5.
- Measure of the Earth: The Enlightenment Expedition That Reshaped our World, Larrie D. Ferreiro.
- Los caballeros del punto fijo, Ciencia, política y aventura en la expedición geodésica hispanofrancesa al virreinato del Perú en el siglo XVIII, Antonio Lafuente y Antonio Mazuecos, España, El Serbal/C.S.I.C., 1987
- En nombre de un amor imaginario. Jorge Velasco Mackenzie 1949-; Quito, Ecuador: Editorial El Conejo - Libresa; 1996. ISBN 9978871640 (de la obra); ISBN 9978870792 (de la colección); ISBN 9789978871645; ISBN 9789978870792.

## Legado y memoria

### Legado en la historia republicana

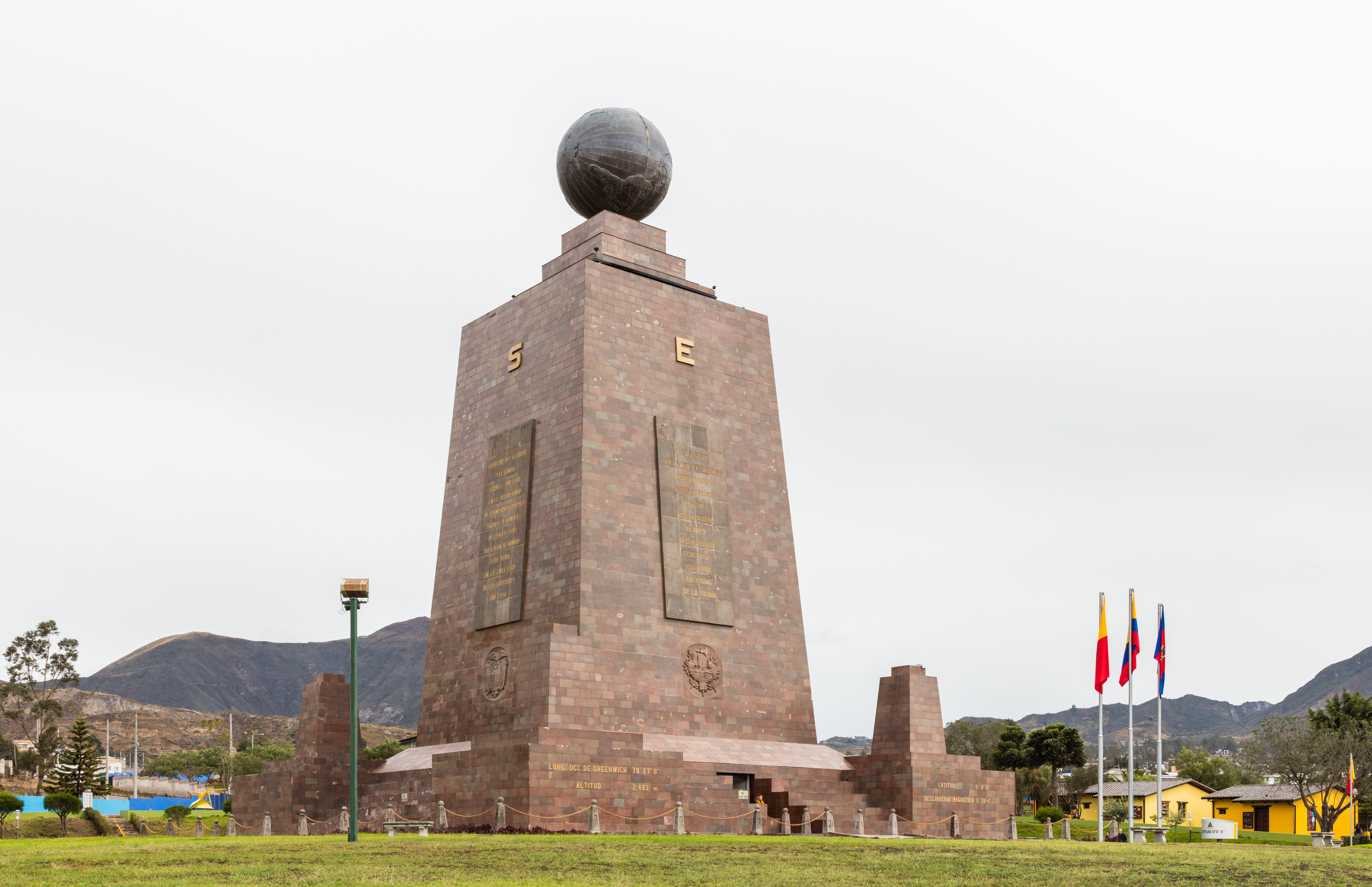
Monumento a la Mitad del Mundo según fue determinada durante la Misión Geodésica

Aunque la Misión Geodésica fue inicialmente una expedición científica para probar la hipótesis de la forma de la Tierra, dentro de sus mediciones también determinaron la posición de la línea ecuatorial. Alrededor de cien años después de la visita de los científicos franceses y españoles se llevaría a cabo la separación del departamento del sur de la Gran Colombia, con lo que se formaría la república que adoptó el nombre "Ecuador". Sobre ello el escritor Benjamín Carrión relataría la historia de como el primer presidente, Flores:
Adoptó, entre los posibles nombres de la nueva entidad política, el de Ecuador y no el de Quito. Ecuador, nombre geométrico que nos da la sensación de algo vasto e inasible. No tiene contenido de raza, como Iberia o Germania; de región como Inglaterra o Países Bajos; de historia como Bolivia o Rhodesia. Menos aún tiene un contenido de unidad económica. Ni es la consagración de una leyenda como lo tienen Guayaquil, Cañar y, sobre todo Quito. Pues bien a pesar de no tener nada de eso, el nombre de nuestro país, Ecuador, tiene algo extraordinariamente precioso; nos da la noción de clima, [...] que fija y exalta nuestra virtud y nuestro defecto máximos: El tropicalismo. 

### Misiones posteriores
Fue importante además que en 1901 se llevara a cabo una segunda misión científica liderada por el comandante Bourgeois con el objetivo de ratificar las mediciones de la primera. En esta ocasión las personas que integraron la misión fueron Perrier, Llallemand, Paul Rivet, Noirel, De Fonlongue y Durand. En ella, además de las misiones terrestres, también colaboraron científicamente, al igual que en la cartografía durante la primera expedición, con los antropólogos durante el desarrollo de las primeras teorías del poblamiento del continente americano. Además, en el año 2016 se celebraría una tercera misión geodésica para conmemorar el 280.º aniversario de la gran expedición científica, con el objetivo de medir el volcán Chimborazo, el punto más alejado del centro de la Tierra.

### En la literatura
- El escritor ecuatoriano Jorge Velasco Mackenzie retrató los hechos alrededor de la misión en su novela histórica En nombre de un amor imaginario,[12] con la que obtuvo en 1996 el primer lugar en la IV Bienal de la Novela Ecuatoriana.[13]
- El escritor Nicolás Cuvi narró la Misión Geodésica en su novela Los dibujantes de la Tierra (Quito: Ministerio de Cultura, 2012). En dicho libro se destaca en particular la figura del riobambeño Pedro Vicente Maldonado.[14]
- El autor Larrie D. Ferreiro, escribió una novela histórica titulada La medida de la Tierra. La expedición científica ilustrada que cambió nuestro mundo, publicado en el año 2024.
- Asimismo, César Hermidia publicaría una novela histórica sobre el hecho titulado La Cusinga, esencia del fuego y el viento, presentado en el año 2018. En este libro el autor aborda la trascendencia científica de la Misión, “incluyendo las ideas políticas, ateístas, materialistas y hedonistas traídas por ellos en sus pensamientos, más no en libros porque eran prohibidos por la iglesia y la inquisición”.[15]
- El autor Carlos Ortiz escribió una obra bajo el título de Una historia de amor, Isabel Gramesón (Godin), 1728-1792, publicado en el editorial Abya-Yala en el año 2000.[16]
- Otro libro importante al respecto es el de Raúl Hernández titulado El matemático impaciente, La Condamine, las pirámides de Quito y la ciencia ilustrada (1740-1751).[17]

### Coordenadas geográficas relacionadas
- Coordenadas ecuatoriales (absolutas)
- Coordenadas ecuatoriales (horarias)
- Ecuador celeste
- Ecuador terrestre

### Tiempo atmosférico
- Clima ecuatorial
- Ecuador térmico
- Vaguada ecuatorial
- Cinturón de lluvias tropicales
- Zona de calmas ecuatoriales

### Corrientes marinas
- Corriente Ecuatorial del Norte
- Corriente Ecuatorial del Sur
- Corriente del Niño
- Corriente de Humboldt

### Historia de la ciencia en Ecuador
- Misiones jesuíticas de Maynas
- Ilustración en Ecuador
- Ciencia en Ecuador
- Darwinismo en Ecuador